# R217 (Russland)
Die R217 Kawkas („Kaukasus“) ist eine Fernstraße in Russland. Sie führt von Pawlowskaja zwischen  Rostow am Don und Krasnodar entlang des Nordrands des Großen Kaukasus zur aserbaidschanischen Grenze.
Die Straße erhielt die Nummer R217 im Jahr 2010. Zuvor trug sie die Nummer M29.

## Verlauf
0 km – Pawlowskaja, M4
39 km – Tichorezk
59 km – Archangelskaja
94 km – Kropotkin
169 km – Armawir
Region Stawropol
229 km – Kotschubejewskoje, Abzweigung der A155 nach Tscherkessk
233 km – Abzweigung der A154 nach Stawropol, Elista und Astrachan
241 km – Newinnomyssk
290 km – Kursawka
352 km – Mineralnyje Wody
372 km – Pjatigorsk
Republik Kabardino-Balkarien
391 km – Salukokoasche
424 km – Baksan
449 km – Tschegem
465 km – Naltschik
492 km – Argudan
Republik Nordossetien-Alanien
532 km – Kardschin
559 km – Beslan, Abzweigung nach Wladikawkas
Republik Inguschetien
580 km – Nasran, Abzweigung nach Magas (5 km)
595 km – Karabulak
Republik Tschetschenien
653 km – Grosny
700 km – Gudermes
Republik Dagestan
742 km – Chassawjurt
766 km – Kisiljurt
818 km – Machatschkala
861 km – Karabudachkent
897 km – Isberbasch
936 km – Mamedkala
945 km – Dagestanskije Ogni
956 km – Derbent
982 km – Belidschi
1008 km – Magaramkent

## Weiterer Verlauf der M29 bis 1991
Zur Zeit der Sowjetunion führte die M29 weiter nach Baku. Der aserbaidschanische Teil heißt heute "M2".
ASERBAIDSCHAN
1034 km – Xudat
1061 km – Quba
1105 km – Däväçi
1123 km – Siyäzän
1154 km – Kiljazi
1187 km – Sumqayit
1227 km – Baku